# Telamon

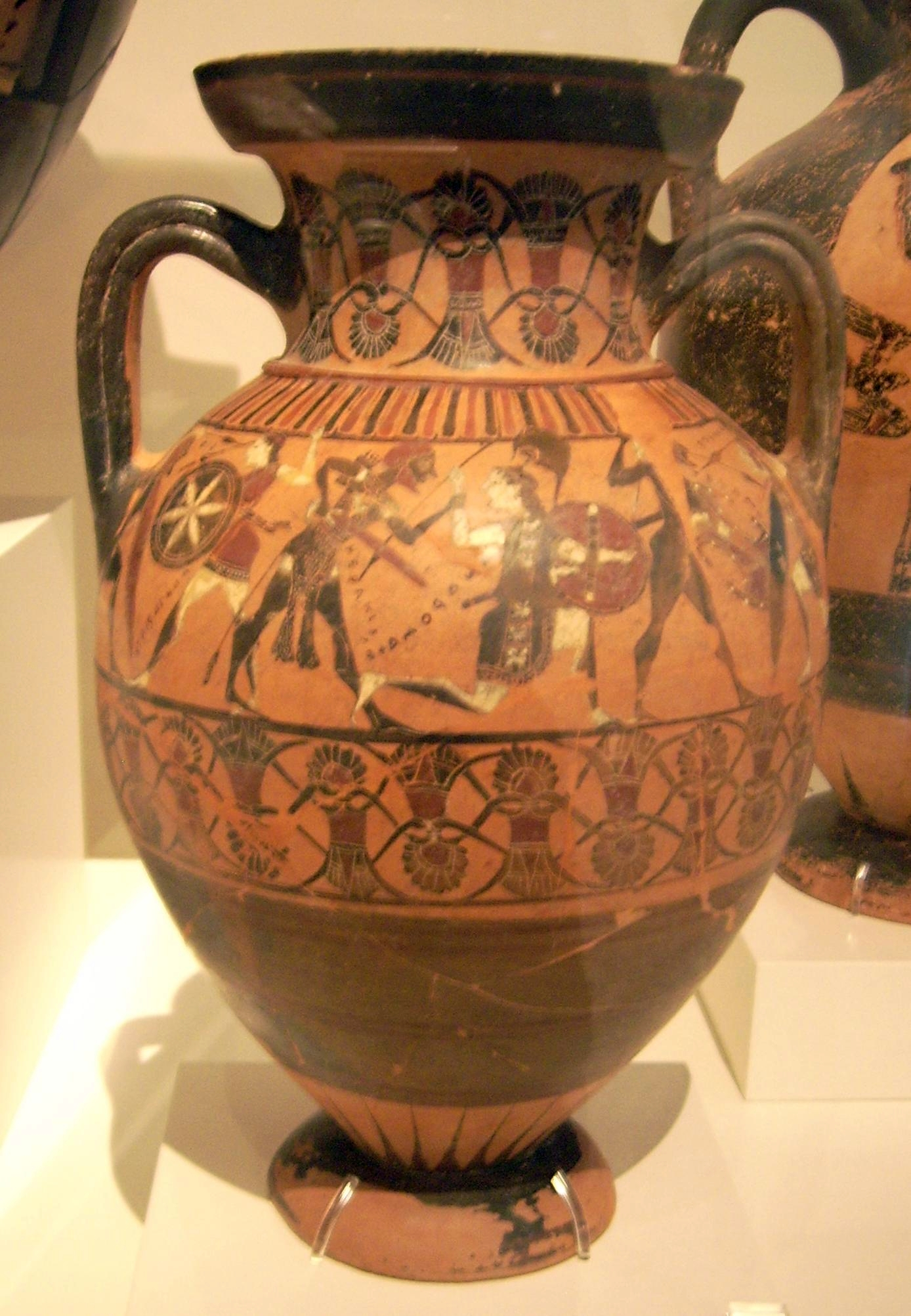
Heracle și Telamon luptând cu amazoanele (amforă din sec. VI î.Hr., Muzeul arheologic național din Atena)

Telamon /ˈtɛləmən/ (în greacă veche Τελαμών), fiul regelui Aeacus din Egina și al reginei Endeïs, a fost un erou din mitologia greacă. Împreună cu fratele său, Peleus (tatăl lui Ahile), l-a însoțit pe Iason în celebra expediție a argonauților. Este menționat de mai multe ori în Iliada ca fiind tatăl eroilor ahei Aiax din Salamina („Aiax cel Mare”) și Teucros⁠(en)[traduceți].
De asemenea, Telamon și Peleus au fost prieteni apropiați ai lui Heracle, însoțindu-l în expedițiile acestuia împotriva amazoanelor și împotriva Troiei.
Conform celor relatate în Pseudo-Apollodorus⁠(en)[traduceți], Telamon a fost foarte aproape de a fi ucis în timpul asediului Troiei chiar de către prietenul său Heracle. Telamon a fost primul care a escaladat zidurile troiene, pătrunzând în cetate, fapt care l-a înfuriat teribil pe Heracle, care dorea ca laurii victoriei să-i aparțină doar lui. Heracle a scos sabia, fiind gata să-l ucidă, când Telamon a reacționat rapid începând să adune pietre din zidul troian și ridicând cu acestea un altar în onoarea lui Heracle. Acesta a fost atât de încântat, încât după ce și-a luat partea de pradă din Troia, l-a recompensat pe Telamon dându-i-o pe Hesione, fiica regelui Laomedeon al Troiei. Hesione a cerut favoarea de a-l lua cu ea și pe fratele ei mai mic, Podarces. Heracle nu ar fi permis acest lucru, cu excepția cazului în care Hesione l-ar fi cumpărat Podarces ca sclav. Hesione a plătit pentru fratele ei cu un voal. Numele Podarces a fost apoi schimbat în Priam, nume semnificând „cel cumpărat” (mai târziu, Priam a devenit rege al Troiei, sfârșind tragic în timpul războiului troian).

## În arhitectură
În arhitectură, „telamonii” sunt sculpturi masculine colosale folosite drept coloane. Aceștia sunt, de asemenea, numiți atlanți, fiind versiunea masculină a cariatidelor.